# Pyros
Pyros (Eslovènia, 1988 - Vall d'Aran, 2017) va ser un os bru d'origen eslovè introduït als Pirineus el 1997, que va viure més dos decennis a la serralada. El seu nom és una barreja de les paraules Pirineus i Hòs, municipi veí de Mèles, al Comenge, Alta Garona, on el govern francès el va alliberar.
Aquest plantígrad de mida gran va ser el mascle dominant als Pirineus des de la seva arribada fins a la seva mort. Les anàlisis genètiques mostraren que és el pare del 80% dels cadells nascuts a la serralada durant el període en què estigué viu. Altres ossos mascles també van participar en la reproducció, tot i que la majoria també són descendents seus.
Pyros tenia un ampli territori que s'estenia per la Vall d'Aran i el municipi de Couflens, al Coserans, és a dir, prop de 1.000 km² de territori segons l'any. Va ser vist, per última vegada a l'abril del 2017, a la Vall d'Aran. Dos anys després, el 2019, quan tenia gairebé 30 anys, se'l va donar definitivament per mort. Tot i que no se'n va trobar mai el cadàver, es considera que va morir per causes naturals, donada la seva avançada edat.

## Context
L'os bru als Pirineus es trobava al llindar de l'extinció local a la serralada a finals del segle xx, quan només quedaven 4 o 5 exemplars autòctons, degut a la persecució directa per l'home a que es veié sotmesa aquesta població. A partir de mitjans dels anys 90 s'emprengueren diverses mesures per revertir aquesta situació, guanyant molt protagonisme el reforç poblacional mitjançant la translocació d'individus reproductius originaris d’Eslovènia, on resideix una població viable de la mateixa subespècie europea. Entre el 1996 i el 2018 es van translocar 11 exemplars des d'aquest país balcànic (10 a França i 1 Catalunya)
Des de l'inici del programa es van registrar naixements d'ossos als Pirineus i a l'últim cens oficial, divulgat el 2019, s'informaren 52 exemplars vius, entre cadells, sub-adults i ossos adults. Tot i això, la població d'ossos bruns a la serralada continua estant catalogada en perill crític en l'última revisió de la llista vermella de la Unió Internacional per a la Conservació de la Natura (UICN), del 2018.
El reforçament de la població de l'ós bru als Pirineus es va iniciar l'any 1996 amb una subvenció del programa Life de la Unió Europea de conservació i protecció d'espècies. Tot i les protestes aquell any, França va alliberar a Melles (Alta Garona) dos exemplars: les osses Živa i Melba, i el 1997, un mascle, en Pyros, tots procedents d'Eslovènia. L'origen va ser seleccionat atenent estudis que demostren que els ossos balcànics, del sud d'Escandinàvia, i els del sud i sud-oest d'Europa pertanyen a una única línia genètica, que s'explica pel fet que es va produir un refugi durant l'última glaciació al sud d'Europa. Translocar ossos del cantàbric, encara més propers genèticament que els balcànics, no era una opció sobre la taula donada la complicada situació en què aleshores també es trobava aquesta altra població ibèrica, catalogada en perill d'extinció.
La reintroducció de l'os als Pirineus suscita des de l'inici de la seva implantació importants adhesions i oposicions en el conjunt de la societat, amb partidaris i detractors que s'articulen en diversos grups d'influència. La principal resistència es deu al fet que un cop alliberats al nou medi pirinenc, els animals translocats i els seus descendents, així com succeïa amb els anteriors ossos autòctons, poden atacar de forma oportunista a la ramaderia i l'apicultura.

## Biografia
Pyros fou el primer gran mascle que va ser translocat d'Eslovènia mitjançant el primer programa de reintroducció. Ho feu el 2 de maig del 1997, un any després de Živa i Melba. Tots 3 ossos van ser capturats a la reserva de caça de Medved. En el moment del seu alliberament, al municipi francès de Mèles (al Comenge, Alta Garona) pesava 235 kg i tenia 9 anys.
S’ha reproduït en 19 ocasions entre 1997 i 2016 amb 8 femelles diferents i ha tingut 32 fills directes coneguts (vegeu la taula abaix), dels quals la meitat arribaren a l'edat adulta. En aquest període, Pyros es va creuar amb Živa (1 fill), Melba (2 fills), Caramelles (filla seva i de Melba; mínim 14 fills); Caramellita (neta seva, filla de Caramelles; 3 fills); Hvala (5 fills); Bambou (filla de Hvala i d'ún altre ós eslovè; 4 fills); Pollen (filla de Hvala i d'ún altre ós eslovè; 1 fill) i Fadeta, que també era filla seva i de Bambou (2 fills).
A part de Pyros, hi hagué set mascles reproductors als Pirineus fins al 2019, dels quals cinc són parents directes seus. Els dos que no estan emparentats amb ell són Nere (pare de Canelito el 2004) i Balou, que va morir el 2014 sense descendència demostrada en aquell moment tot i que tingué un fill pòstum l'any següent, Cachou, el qual morí el 2020 sense descendència. Els altres cinc mascles són o bé fills de Pyros (Moonboots, Boet i Pepito) o bé nets (Flocón i Pelut). De tots ells, Pepito sembla el més reeixit, doncs se'l considera el pare de 18 cadells entre el 2015 i el 2019.
Per tractar de trencar la dinàmica de consanguinitat als Pirineus i el monopoli reproductor de Pyros, que comporta el risc de pèrdua de vigor reproductor de la població i el sorgiment de malalties, el 2016 el govern català va reintroduir Goiat, un altre mascle eslovè., del qual fins al 2019 no se n'ha pogut constatar descendència.
Els tècnics afirmen que Pyros, no volia rivals a l'hora de festejar i obligava als altres mascles a mantindre's allunyats de les femelles en zel. De fet, quan aquests trobaven algun rastre del mascle dominant en un arbre, enlloc d'esfregar també la seva olor, passaven de llarg.
Pyros habitava sobretot a la Vall d'Aran, al Pallars Sobirà, al Comenge (Alta Garona) i al Coserans (Arieja). Se'l va poder observar per última vegada el 2017, a la Vall d'Aran. Dos anys després, el 2019, quan tenia gairebé 30 anys, se'l va donar definitivament per mort. Aleshores es va calcular que hi havia 55 ossos al Pirineu (vius o morts) descendents del gran macle (contant fills, nets i besnets), el que representa el 75% dels exemplars nascuts al Pirineu des que va arribar.

## Descendents
Pyros va tenir almenys 32 descendents directes als Pirineus, entre 1997 i 2017, la llista dels quals es troba a la taula següent.
El signe * a la columna «Any de la mort» significa que l’ós va ser vist viu el 2019. Les línies de color gris fosc indiquen ossos la mare dels quals és filla o descendent de Pyros. Amb algunes excepcions, les dades provenen de l'arbre genealògic presentat a Sentilles et al. 2020 i de les dades públiques de la Generalitat de Catalunya.
| Nom         | Any de naixement | Any de la mort | Sexe (F/I/M) | Mare        |
| ----------- | ---------------- | -------------- | ------------ | ----------- |
| Kouki       | 1997             |                | M            | Živa        |
| Caramelles  | 1997             | *              | F            | Mellba      |
| Boutxy      | 1997             |                | M            | Mellba      |
| Salau 2001  | 2001             |                | I            | Caramelles  |
| Caramellita | 2002             | *              | F            | Caramelles  |
| S1Slo4      | 2002             |                | M            | Caramelles  |
| S4Slo1      | 2004             |                | M            | Caramelles  |
| Salau 2004  | 2004             |                | M            | Caramelles  |
| Bonabé      | 2006             | *              | M            | Caramelles  |
| Moonboots   | 2006             | 2015 o després | M            | Caramellita |
| Nhéu        | 2009             | *              | F            | Hvala       |
| Noisette    | 2009             | 2014 o després | F            | Hvala       |
| Pelut       | 2010             | *              | M            | Caramelles  |
| Plume       | 2010             | *              | F            | Caramelles  |
| Boavi       | 2010             | *              | F            | Caramellita |
| Floreta     | 2010             |                | F            | Bambou      |
| Fadeta      | 2010             | *              | F            | Bambou      |
| Pepito      | 2011             | *              | M            | Hvala       |
| Callisto    | 2011             | *              | F            | Hvala       |
| Soulane     | 2011             |                | F            | Hvala       |
| Vila        | 2011             |                | F            | Pollen      |
| Patoune     | 2012             | 2017 o després | F            | Bambou      |
| Bouba       | 2012             | 2014 o després | M            | Bambou      |
| Alós        | 2012             |                | I            | Caramelles  |
| Isil        | 2012             | *              | F            | Caramelles  |
| Becero      | 2013             |                | F            | Caramellita |
| Auberta     | 2014             |                | F            | Fadeta      |
| Salient     | 2014             | 2016           | F            | Fadeta      |
| Boet        | 2014             | *              | M            | Caramelles  |
| Esmolet     | 2014             | *              | M            | Caramelles  |
| S29Slo8     | 2016             |                | M            | Caramelles  |
| S29Slo3     | 2016             |                | F            | Caramelles  |